# 긴키 방언
긴키 방언(일본어: 近畿方言)은 긴키 지방(오사카부, 교토부, 효고현, 와카야마현, 나라현, 시가현, 미에현) 대부분 및 후쿠이현 레난(嶺南)에서 사용되고 있는 여러 방언을 두루 일컫는 말이다. 서일본 방언에 속한다. 게이한신을 중심으로 한 긴키 중앙부의 방언은 상대부터 근세 중기까지의 중앙어 계통을 이어받으며, 현재도 수도권 방언 다음으로 인지도와 영향력이 높다(후술).
간사이벤(일본어: 関西弁)으로도 불리지만, '간사이벤'과 '긴키 방언'은 가리키는 범위가 항상 일치하지는 않는다. 긴키 중앙부의 방언만을 가리켜 '간사이벤'이라고 하는 경우도 있으며, 역으로 막연하게 '서일본의 방언'이라는 의미로 '간사이벤'이라고 하는 경우도 있다.

## 개요
고대부터 긴키 지방은 기나이 저지대(나라 분지, 오사카 평야, 교토 분지)를 중심으로 발전했다. 중세 이후로는 교토, 근대 이후로는 오사카가 최대 도시가 되어 문화권을 형성하였고, 언어적으로도 교토와 오사카를 중심으로 비교적 덩어리진 방언권이 형성되었다. 교토와 오사카의 방언을 합해서 가미가타고(上方語, -言葉, -弁)나 게이한고(京阪語)라고도 부른다.
긴키 지방 주변에서는 시고쿠 방언과 호쿠리쿠 방언에서 긴키 방언적인 성격이 잘 확인된다. 특히 긴키 지방과 교류가 활발한 도쿠시마현은 언어적으로도 영향이 강하고, 또한 효고현 아와지섬과의 양안에서는 방언차가 거의 없다(아와벤(阿波弁) 참조). 기후·아이치 방언도 문법이나 어휘에서 긴키 방언과의 공통점이 많고, 세노(西濃)의 일부에서는 악센트도 긴키 방언적이다(미노벤(美濃弁) 참조). 긴키·시코쿠·호쿠리쿠의 방언에 공통점이 많은 배경에는 일찍이 육로와 해로를 통한 교통이 편한 것과, 세토 내해나 동해 연변을 따라 말이 잘 전파되었기 때문이라고 생각된다.
긴키 방언의 주된 특징으로서는 5모음을 분명히 발음하는 것, 게이한식 악센트, 「よーゆーた（良く言った）」「おおてる（あっている）」와 같은 ウ음편, 「はよしー（早くしなさい）」와 같은 연용형에 의한 명령, 단정의 「や」, 부정의 「ん」과  「へん」의 병용, 「はる」로 대표되는 경어 체계, 「わい」「うち」「わて」라는 일인칭 등이 있지만, 문법과 어휘에 관해서는 긴키 지방에 남아있지 않고 서일본에서 넓게 통용되는 것이 많다. 단 교토·오사카 등 긴키 중앙부에서는 「いる」의 사용과 サ행 イ음편의 소실 등 동일본 방언과 공통되는 요소도 있다.
이야기 등의 글말이 발달한 긴키에서는 말의 변화가 비교적 적고, 옛 악센트가 보존되기 쉬웠다. 특히 악센트는 천 년 전의 것과 비교했을 때 거의 변하지 않았다고 여겨진다.

## 방언 구획

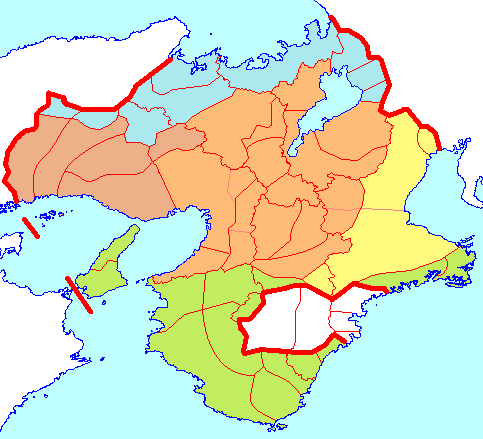
오쿠무라 미쓰오(奥村三雄)가 1968년 발표한 구분안. 중(中)긴키식 방언(■)과 외(外)긴키식 방언으로 크게 나뉘고, 중긴키식 방언을 '소위 간사이벤'이라고 한다. 외긴키식 방언 위에 북긴키식 방언(■), 서긴키식 방언(■), 남긴키식 방언(■), 동긴키식 방언(■)으로 세분된다. 교토 대 오사카의 차이에 따라서도, 오사카 대 하리마(播磨)나 교토 대 이세(伊勢)의 차이를 중시한다. 다지마(但馬) 북부・단고(丹後) 서부・기이(紀伊) 반도의 일부는 긴키 방언으로부터 제외한다(■).

긴키 방언 내에서의 방언 구획에는 다양한 안이 제창되어 있으나, 자연지리적・문화적 조건을 고려하여 게이한으로부터의 거리를 생각하고 구획되는 것이 많다(방언주권론적). 즉 게이한과 그것을 둘러싼 긴키 중앙부(멀어도 반경 50km권 내)만큼 일반적으로 긴키 방언적이라고 여겨지는 특징을 많이 갖추고 있으며, 게이한으로부터 떨어진 주변부(기타긴키, 기이 반도 등)만큼 다른 긴키 방언과의 차이가 크게 된 한편으로 오래된 언어 상태를 지니고 있다.
효고현 다지마(다지마벤)과 교토부 단고 서부(단고벤)는 행정 상으로는 긴키 지방이나, 방언에 있어서는 도쿄식 악센트가 있는 등 차이가 크기에 주고쿠 방언으로 분류된다. 또한 기이 반도에서 특히 산악이 험한 나라현 오쿠요시노(吉野)는 언어섬으로 유명하며, 긴키 방언적인 특징이 거의 나타나지 않는다. 경제 활동이나 광역 방송 등의 면에서 주쿄권에 포함되는 미에현에 관해서는 아이치현과의 현 경계 부근의 이비강(揖斐川)으로 악센트 등의 언어 경계가 뻗어 있으며, 오쿠요시노 등보다 훨씬 게이한 방언에 가까워 긴키 방언에 포함된다.
긴키 지방의 주요 도시인 오사카・고베・교토의 방언을 비교하면, 음성 상으로는 악센트가 근소하게 다른(오사카・고베의 「틀:高線した」와 교토의 「틀:高線ました」 등) 정도로, 문제가 되기 쉬운 것은 어법상의 차이이다. 그 중에서도 「どす」와 「だす」 등 게이한의 차이가 잘 비교되어, 긴키 중앙부의 방언을 교고토바권과 오사카벤권으로 이분하는 사고 방식도 있다(후술). 그러나 애스펙트(계속과 완료의 구별 유무)의 점에서는 고베와 게이한 사이에 현저한 차이가 있다.
각 방언의 상세는 각 항목을 개별로, 주변의 다른 방언과의 비교에 관해서는 일본어의 방언 비교표를 참조하라.

### 하위 방언
- 교고토바권: 야마시로(山城) 방언(교코토바), 단바 방언(丹波方言, 마이즈루벤(舞鶴弁) 포함), 후쿠이현 레난 방언, 시가현 방언(고슈벤(江州弁)), 미에현 북부 방언(미에벤, 이세벤(伊勢弁)과 이가벤(伊賀弁)으로 구성됨)
- 오사카벤권: 셋쓰(摂津) 방언(오사카벤), 가와치(河内) 방언(가와치벤), 이즈미(和泉) 방언(센슈벤(泉州弁)), 나라현 북부 방언(나라벤), 하리마 방언(반슈벤(播州弁)), 고베벤도 셋쓰보다 하리마에 가깝다), 아와지(淡路) 방언(아와지벤)
- 그 외: 와카야마현 방언(기슈벤(紀州弁)), 미에현 남부 방언(기슈벤・시마벤(志摩弁)), 오쿠요시노 방언

## 역사
상대부터 근세까지는 일본의 문화・경제의 중심은 긴키 지방이었기 때문에, 상대는 오사카 평야나 나라 분지, 헤이안 이후는 교토의 방언이 오랫동안 중앙어가 되어 문어로도 헤이안 시대 귀족의 교토 방언을 토대로 성립했다(중고 일본어). 일본어에서도 고대부터 연속해서 문헌 자료가 남은 유일한 방언이며, 또한 문예 활동의 중심지였던 것으로부터 일본어사를 보여주는 가장 중요한 방언이다. 헤이안 천도 후, 오랫동안 도읍이었던 교토에서는 자신들의 방언을 중앙어라고 자부했고, 타 지방의 방언을 깔보는 풍조가 형성되었다. 중세 말에 포르투갈 등으로부터 일본을 방문한 선교사도, 공가(公家)의 교토 방언(고쇼코토바(御所言葉))을 모범으로 해야 할 유력한 일본어로서 여겼다(주앙 호드리게스 『일본대문전』(日本大文典) 등).
역사가 바뀐 것은 에도 시대 후기, 에도 막부 정권의 안정에 따른 에도의 조닌 문화(町人文化)가 성숙하고, 일본 문화・경제의 중심으로 에도가 가미가타에 어깨를 나란히 한 시대이다(가세 문화(化政文化)도 참조). 에도에서는 조닌 문화의 발전과 함께 에도말의 지위가 향상하고, 가미가타・에도 두 개의 유력 방언이 병존하고 맞버틴 일본어사상 유일한 사태가 일어났다. 현대의 간사이와 간토의 방언 대항 의식은 이러한 역사 배경으로부터 형성된 것이다. 곳케본(滑稽本) 『우키요부로』(浮世風呂)(1808년)에도 에도 여자와 가미가타 여자의 말싸움의 묘사가 있다(이하는 그 일부).
「そんなら言はうかへ。江戸詞のからを笑ひなはるが、百人一首（ひやくにんし）の歌に何とあるヱ。」
「ソレソレ。もう百人一首（ひやくにんし）じゃ。アレハ首（し）じゃない百人一首（ひやくにんしゆ）じゃはいな。まだまアしゃくにんしト言はいで頼母しいナ。」
「そりゃア、わたしが言損（いひぞこねへ）にもしろさ。」
「そこねへ、じゃない。言損（いひそこない）じゃ。ゑらふ聞づらいナ。芝居など見るに、今が最後（せへご）だ、観念（かんねん）何たら言ふたり、大願（でへがん）成就忝（かたじけ）ねへなんのかの言ふて、万歳（まんぜへ）の、才蔵（せへぞう）のと、ぎっぱな</ref>「立派な」の上方訛り。</ref>男が言ふてじゃが、ひかり人（て）のないさかい、よう済んである。」
「そりゃそりゃ。上方も悪い悪い。ひかり人ッサ。ひかるとは稲妻かへ。おつだネヱ。江戸では叱（しか）ると言ふのさ。アイそんな片言は申ません。」
「ぎっぱにひかる。なるほど。こりゃ私が誤た。」
가미가타말(上方言葉)가 권위있는 말이 된 에도 중기까지, 에도의 상급 무사나 교양층은 가미가타말을 흉내냈다고 여겨진다. 그 후 에도말의 지위 향상에 따라서 가미가타풍의 말하기 방식은 쓰이지 않게 되었으나, 한편으로 가미가타풍의 표현은 '노인의 말', '권위자의 말'로서 가부키나 게사쿠(戯作) 등에서 스테레오 타입화되었다. 이것이 「わしは知らぬのじゃ」 같은 노인이나 고풍의 권위자의 역할어의 기원이다(노인어도 참조).
에도시대는 오사카가 상업 도시로서 번영하고, 교토를 능가하는 가미가타 최대의 도시가 된 시대이기도 하다. 넉넉한 경제력을 배경으로 가미가타 문화의 한 날개를 맡게 되고, 언어적으로도 오사카 방언과 교토 방언에서 대항 의식이 일어났다. 1759년의 샤레본(洒落本) 『이야미조우시(弥味草紙)』에도 아래와 같은 묘사가 있다.
此ごろ京よりきたるうかれ女、なにはのどうとんぼりといへる所のうかれ里にたよりてつとめしに、やゝもすれば京ことばをもつてひとをいやしめ、大きいはいかつい、ぬくいはあたたか、其外やごとなきことばのはし＼゛／をおぼへて、そのうたてさかぎりなしとや
메이지 시대의 도쿄 전도에 따라서 표준어는 도쿄 방언(특히 야마노테말(山の手言葉))를 바탕으로 정비되어, 긴키방언은  하나의 지방 방언에 안주하게 되어, 긴키 방언도 표준어의 영향을 받게 되었다. 무엇보다도 호시나 고이치(保科孝一)가 1915년 시점에서 '도쿄말은 간토 방언의 계통에 속하는 것이나, 그러나 이것을 기초로서 표준어를 제정하는 경우에는, 간사이 방언과의 조화를 꾀하는 것은, 어느 정도까지 필요하다'고 기록하는 등, 근대 이후에도 일정한 영향력이 남아 있었다. 1954년 우메사오 다다오가 '제2표준어론'('간토계 표준어'에 대항해서 간사이계의 제2의 표준어를 만들자는 의견)을 주창한 적도 있으나, 현실은 하지 않았다.

## 주요 특징
- 교토-오사카식 악센트로 발음된다. 많은 부분에서 도쿄식 악센트와 반대이다.

| 악센트         | 橋が（hashi ga, 다리가） | 箸が（hashi ga, 젓가락이） | 端が（hashi ga, 끝자락이） |
| 교토-오사카식  | 〔￣＿ ＿〕（はし が）   | 〔＿￣ ＿〕（はし が）     | 〔￣￣ ￣〕（はし が）     |
| 도쿄식(표준어) | 〔＿￣ ＿〕（はし が）   | 〔￣＿ ＿〕（はし が）     | 〔＿￣ ￣〕（はし が）     |

- 모음을 명확 하 게 발음 한다. 1모라 명사는 장모음으로 바뀐다.
  - 긴키: 歯ぁが痛い haa ga itai [이가 아프다]
  - 도쿄: 歯が痛い ha ga itai
- う음편(音便)이 발달되었다. 도쿄말에 기반한 표준어에는 거의 없으며, 중세 일본어와 같다. 참고.
  - 긴키: よう言うた yoo yuuta [잘 말했다]
  - 도쿄: よく言った yoku itta
- 경어가 매우 발달되었다(특히 교토말). 표준어의 경어는 중세 후기 교토말에서 받아들인 표현이 많다. 현대 긴키 방언에는 캐주얼 한 존경어로 はる를 자주 사용한다.
  - 긴키: どこへ行かはるんですか doko e ikaharun desu ka [어디에 가셔요?]
  - 도쿄: どこへ行かれるんですか doko e ikarerun desu ka
- 표준어의 s음이 h음으로 자주 바뀐다.
  - 긴키: すんまへん sunmahen [미안해요, 저기요]
  - 도쿄: すみません sumimasen
- 계사로 だ가 아니라 や를 사용한다. 표준어의 のだ는 のや에 대체되지만, のや는 발음이 변해 ねや 또는 ねん라고도 한다. 참고로 なのだ는 なねん가 아니라 やねん이다.
  - 긴키: 今日は日曜日や kyoo wa nichiyoobi ya [오늘은 일요일 이다]
  - 도쿄: 今日は日曜日だ kyoo wa nichiyoobi da
- 동사의 부정 표현으로 へん(동사의 어간이 i음으로 끝나는 경우는 종종 ひん에 변화 한다) 또는 ん를 사용한다(표준어의 ない에 해당). 와카야마현이나 미에현 등에서는 やん를 사용하는 경우도 많다.
  - 긴키: わからへん wakarahen, わからん wakaran [모르겠다]
  - 도쿄: わからない wakaranai
- 연용형으로 명령을 표현 한다.
  - 긴키: もっと食べや motto tabe ya [더 먹어]
  - 도쿄: もっと食べなさい motto tabenasai
- 오사카말이나 교토말에는 -てる('-하여 있다' 또는 '-하고 있다')를 -とる라고도 한다. 고베말과 반슈말에는 '-하여 있다'를 -とる 또는 -とう, '-하고 있다'를 -よる 또는 -よう라고 구별 하여 말한다(주고쿠/시코쿠 방언과 공통 특징).

|                  | 눈이 내리고 있다                                             | 눈이 쌓여 있다                                               |
| 오사카말, 교토말 | 雪が降ってる yuki ga futteru 雪が降っとる yuki ga futtoru    | 雪が降ってる yuki ga futteru 雪が降っとる yuki ga futtoru    |
| 도쿄말           | 雪が降っている yuki ga futteiru 雪が降ってる yuki ga futteru | 雪が降っている yuki ga futteiru 雪が降ってる yuki ga futteru |
| 고베말, 반슈말   | 雪が降りよる yuki ga furiyoru 雪が降りよう yuki ga furiyoo   | 雪が降っとる yuki ga futtoru 雪が降っとう yuki ga futtoo     |

- 문말 조사에는 わ(표준어에는 여자가 잘 사용하지만, 긴키에는 남녀 상관 없이 자주 사용한다), で(표준어: よ 또는 ぞ), な(긴키에는 ね보다 사용 빈도가 높다), やんか 또는 やん(표준어: じゃん), や(명령문이나 영입문으로 사용), け(표준어: か. 오사카 남부나 반슈등에서 수훈)등이 유명 한다.

## 주요 표현
- あかん akan - 안된다. 埒が明かん rachi ga akan ("결말이 나지않다")를 생략한 말.
- あほ (阿呆) aho - 바보. 고베말과 반슈말에는 だぼ dabo라고도 한다.
- ええ ee - 좋다. 서일본에서 널리 사용된다.
- おおきに (大きに) ōkini - 고마워. 본래 おおきに는 ありがとう arigatō를 강조하는 말이었다. 드물게 おおけに ōkeni라고도 한다.
- おこしやす okoshiyasu - 어서 오세요. おいでやす oideyasu나 ようおこし yō okoshi라고도 한다. 주로 교토말에서 사용한다.
- おもろい omoroi - 재미있다. 面白い omoshiroi를 생략한 말.
- かまへん kamahen - 괜찮다. 오사카말에는 かめへん kamehen라고도 한다.
- しょうもない shōmonai - 재미없다. 드물게 しょうむない shōmunai라고도 한다.
- ちゃう chau - 다르다. 아니다. 違う chigau의 변형.
- なんでやねん nande ya nen - 왜 그래? 뭐라카노? 오사카식 만자이의 상투어.
- なんぼ nanbo - 얼마. 몇 개. 몇 살. 서일본각지와 도호쿠 지방에서도 사용된다.
- ほな, ほんなら hona, hon'nara - 그러면.
- ほんま honma - 정말.
- マクド makudo - 맥도날드의 약어. 긴키이외에서는 マック makku로 생략한다.
- めっちゃ, むっちゃ metcha, mutcha - 아주. 비교적 새로운 말. 滅茶苦茶 mecha kucha의 생략. 오사카말에는 ごっつ gottsu, 고베말과 반슈말에는 ばり bari라고도 한다.

### 내용주
1. ↑  교토-오사카-고베를 잇는 도시권을 말한다. 일본 제2의 인구밀집 및 산업화 지역으로 2천만 명이 넘는 사람이 거주한다.
2. ↑  에도 시대 이전에는 교토가 1000년 이상의 중심지로서 긴키 방언이 표준어의 역할을 했다.
3. ↑  여기까지 阪口篤義 편 『日本語講座第六巻 日本語の歴史』（大修館書店、1990年）의 徳川宗賢「東西のことば争い」를 참고 문헌으로 한다.
4. ↑  当時上方では「くゎんねん」と発音しており、「かんねん」は関東訛りとされていた。
5. ↑  殿様(とのさま)를 말한다. 이는 다이묘(大名)나 하타모토(旗本) 등의 존칭이다.

### 참조주
1. 1 2  『国語学大辞典』東京堂出版、1995年、国語学会編、188頁。
2. 1 2 3 4  楳垣編 (1962)、5-14頁。
3. ↑  「NIKKEI STYLE エセ関西弁、なぜバレる（謎解きクルーズ）　関西大学　日高水穂教授」
4. 1 2  奥村三雄「関西弁の地理的範囲」『言語生活』202号、1968年。井上ほか編 (1996)にも収録（60-69頁）。
5. ↑  楳垣実「近畿」『国文学解釈と鑑賞』「方言の日本地図」号、1954年。
6. ↑  飯豊・日野・佐藤編 (1982)、117-124頁。
7. ↑  井上ほか編 (1996)、63頁。
8. ↑  金水 (2003)、22-27頁。
9. ↑  前田 (1977)、13頁。
10. ↑  保科孝一『最近国語教授上の諸問題』、教育新潮研究会、1915年、29頁。
11. ↑  梅棹忠夫「第二標準語論」『言語生活』第33号、筑摩書房、1954年。

## 참고 문헌
- 楳垣実編『近畿方言の総合的研究』三省堂、1962年。
- 前田勇『上方語源辞典』東京堂出版、1965年。
- 日本放送協会『全国方言資料 第4巻 近畿編』日本放送出版協会、1966年。
- 前田勇『大阪弁』朝日新聞社、1977年。
- 飯豊毅一・日野資純・佐藤亮一編『講座方言学7 ―近畿地方の方言―』国書刊行会、1982年。
- 井之口有一・堀井令以知『京ことば辞典』東京堂出版、1992年、ISBN 4-490-10305-0。
- 井上史雄ほか編『日本列島方言叢書13 近畿方言考1 近畿一般』ゆまに書房、1996年、ISBN 4896688368。
- 藤原与一『日本語方言辞書―昭和・平成の生活語―』東京堂出版、1996年、ISBN 978-4490104288。
- 中井幸比古編『京阪系アクセント辞典』勉誠出版、2002年、ISBN 4-585-08009-0。
- 井上史雄・鑓水兼貴『辞典〈新しい日本語〉』東洋書林、2002年、ISBN 978-4887215320。
- 金水敏『ヴァーチャル日本語 役割語の謎』岩波書店、2003年、ISBN 978-400006827-7。
- 辻加代子『「ハル」敬語考 京都語の社会言語史』ひつじ書房、2009年、ISBN 978-4-89476-416-3。
- 札埜和男『大阪弁「ほんまもん」講座』新潮社、2006年。 ISBN 978-4106101601。

### 그 외의 관련 서적
- 前田勇『近世上方語辞典』東京堂出版、1964年。
- 牧村史陽『大阪ことば事典』講談社 講談社学術文庫、1984年、ISBN 4061586580。
- 堀井令以知『上方ことば語源辞典』東京堂出版、1999年、ISBN 4490105177。
- 大阪女子大学国文学研究室『上方の文化―上方ことばの今昔』和泉書院、1992年、ISBN 4870885514。
- 尾上圭介『大阪ことば学』講談社 講談社文庫、2004年、ISBN 4062747901。
- 山下好孝『関西弁講義』（講談社 講談社選書メチエ、2004年、ISBN 4062582929。
- 真田信治監修、岡本牧子・氏原庸子著『聞いておぼえる関西（大阪）弁入門』ひつじ書房、2006年、ISBN 978-4894762961。

## 같이 보기
- 일본어의 1인칭
- ICOCA